# Nathan Greno
Nathan Greno (* 22. března 1975, Kenosha, Wisconsin, USA)je americký filmový režisér, autor příběhů a scenárista pro Walt Disney Animation Studios. Nejznámější je jako spolurežisér animovaného filmu z roku 2010 Na vlásku.
Inspirován Disneyho filmy začal Greno už jako mladý chlapec psát a kreslit komiksy. V roce 1996 byl během svých studií najat Walt Disney Feature Animation. Tam začal jako čistič animace filmu Legenda o Mulan (1998). Pro nenaplnění kreativních potřeb přešel k tvorbě příběhů. Přispěl ke tvorbě scénáře filmu Medvědí bratři (2003), napsal scénář k filmu Robinsonovi (2007) a dohlížel na tvorbu příběhu Bolt (2008). Jako režisér debutoval krátkým filmem Superkřeček Bivoj (2009). V roce 2006 převzal dlouho rozpracovaný projekt Na vlásku a jako režijního partnera si vybral Byrona Howarda, s kterým spolupracoval také na dvou předchozích filmech. Film byl vydán v roce 2010 a sklidil skvělé kritické ohodnocení, stejně jako vysoký finanční příjem. V roce 2012 Greno a Howard režírovali také krátký film Na vlásku šťastně až navěky.
Greno režíruje animovaný film s názvem Gigantic, volně založeném na pohádce Jack a stonek fazole. Vydání film je plánováno na rok 2018.

## Filmografie
- Gigantic (2018) (režisér)[3]
- Velká šestka (2014) (kreativní poradce)
- Ledové království (2013) (dodatečný scenárista)
- Na vlásku šťastně až navěky (2012) (spolurežisér, scenárista; hlas Maximuse, stráže a bratrů Stabbingtonových)
- Na vlásku (2010) (spolurežisér, hlas stráže)
- Superkřeček Bivoj (2009) (režisér, scenárista)
- Bolt (2008) (nástin příběhu)
- Robinsonovi (2007) (scenárista; hlas Lefty)
- Strašpytlík (2005) (dodatečný scenárista)
- Medvědí bratři (2003) (příběh)
- Legenda o Mulan (1998) (úprava)